# Nils Sahlin (kyrkomålare)
Nils Sahlin, död 1773 i Stenkumla socken var en svensk målare verksam under 1700-talets mitt.
Sahlin var född i Småland 1704 eller 1706. Han kom till Gotland som hantlangare inom artilleriet men lämnade det militära då han 1737 gifte sig med en kvinna från Hejde socken.  var verksam på Gotland och utförde ett flertal målningsarbeten i olika gotländska kyrkor. Han målade Byzantios dopfunt i Väte kyrka 1739, koret och långhustaket i Lummelunda kyrka 1750–1751 samtidigt renoverade han målningen på altartavlan. För Fröjels kyrka utförde han en smärre draperi- och rankmålning 1766, hans sista kända arbete var dekorationsarbeten på fyra bänkar i Ganthems kyrka. Totalt är Sahlins arbeten kända från 11 kyrkor på Gotland. Ett antal målade rumsdekorer i Visby, vanligen prydda med träd och kullar utförda i Visby har tillskrivits Sahlin.